# Брожек, Ян
Ян Брожек (также Бросциус, Брозик, Бржоский или Броский; пол. Jan Brożek; 1585—1652) — польский священник, астроном, богослов, математик, педагог и медик (известен также под псевдонимами «Curzeloviensis» и «Curel»).

## Биография
Ян Брожек родился 1 ноября 1585 года в польском местечке Курзелув (ныне — на территории Свентокшиского воеводства). 
Окончив Краковскую Академию (ныне Ягеллонский университет), он в 1609 году получил степень доктора философии и стал преподавать в альма-матер математику и астрономию. Был сторонником и популяризатором наследия Николая Коперника; в сфере математики занимался теорией чисел (в первую очередь изучением дружественных чисел) и геометрией.
В 1620 году отправился в Падуанский университет изучать медицину; и в 1624 году получил там степень доктора медицины.
Окончив обучение в Падуе Ян Брожек возвратился на родину и написал четыре брошюры в защиту Академии против притязаний иезуитов.
В 1636 году принял сан священника и стал доктором богословия, что дало ему сперва кафедру, а затем и ректорство в родной Академии.
Брожек отличался большими познаниями в различных научных сферах, что принесло ему большую известность среди учёных-современников. 
Ян Брожек умер 21 ноября 1652 года в городе Кракове (в Bronowice).

## Избранная библиография
- «Geodesia distantiarum» (1610),
- «Dissertatio astronomica» (1616),
- «Dissersatio de cometa Astrophili» (1619),
- «Dе dierum inaequalitate» (1619),
- «Arithmetica integrorum» (1620),
- «Apologja pierwsza kalendarz a rzymskiego powszechnego» (1641),
- «Apologia pro Aristotele et Euclide» (1652),
- «De numeris perfectis disceptatio» (1637),
- «Epistolae ad naturam ordinariam figurarum plenius intelligendum» (1615),
- «Peripatheticus Cracowiensis»,
- «De litterarum in Polonia vet ustate»,
- «Sermo in synodo Luceornensi» (1641 год)[2].